# John Russell Hind
John Russell Hind, född 12 maj 1823 i Nottingham, död 23 december 1895 i Twickenham i London, var en brittisk astronom.
Hind var först civilingenjör, blev 1840 assistent i den magnetisk-meteorologiska avdelningen vid observatoriet i Greenwich och 1844 observator vid George Bishops privata observatorium i Regent's Park i London. Under åren 1853–1891 var han superintendent för Nautical Almanac Office.
Hind upptäckte flera småplaneter, en mängd variabla stjärnor och flera kometer.

## Utmärkelser
John Russell Hind tilldelades Lalandepriset sex gånger, åren 1847 och 1850–1854. År 1853 fick han även Royal Astronomical Societys guldmedalj och 1855 Royal Medal. Hind blev Fellow of the Royal Society 1863.
Nedslagskratern Hind på månen och asteroiden 1897 Hind är uppkallade efter honom.

## Upptäckter
| 7 Iris       | 13 augusti 1847   |
| 8 Flora      | 18 oktober 1847   |
| 12 Victoria  | 13 september 1850 |
| 14 Irene     | 19 maj 1851       |
| 18 Melpomene | 24 juni 1852      |
| 19 Fortuna   | 22 augusti 1852   |
| 22 Kalliope  | 16 november 1852  |
| 23 Thalia    | 15 december 1852  |
| 27 Euterpe   | 8 november 1853   |
| 30 Urania    | 22 juli 1854      |